# Plasticsoep in de Zuidelijke Grote Oceaan

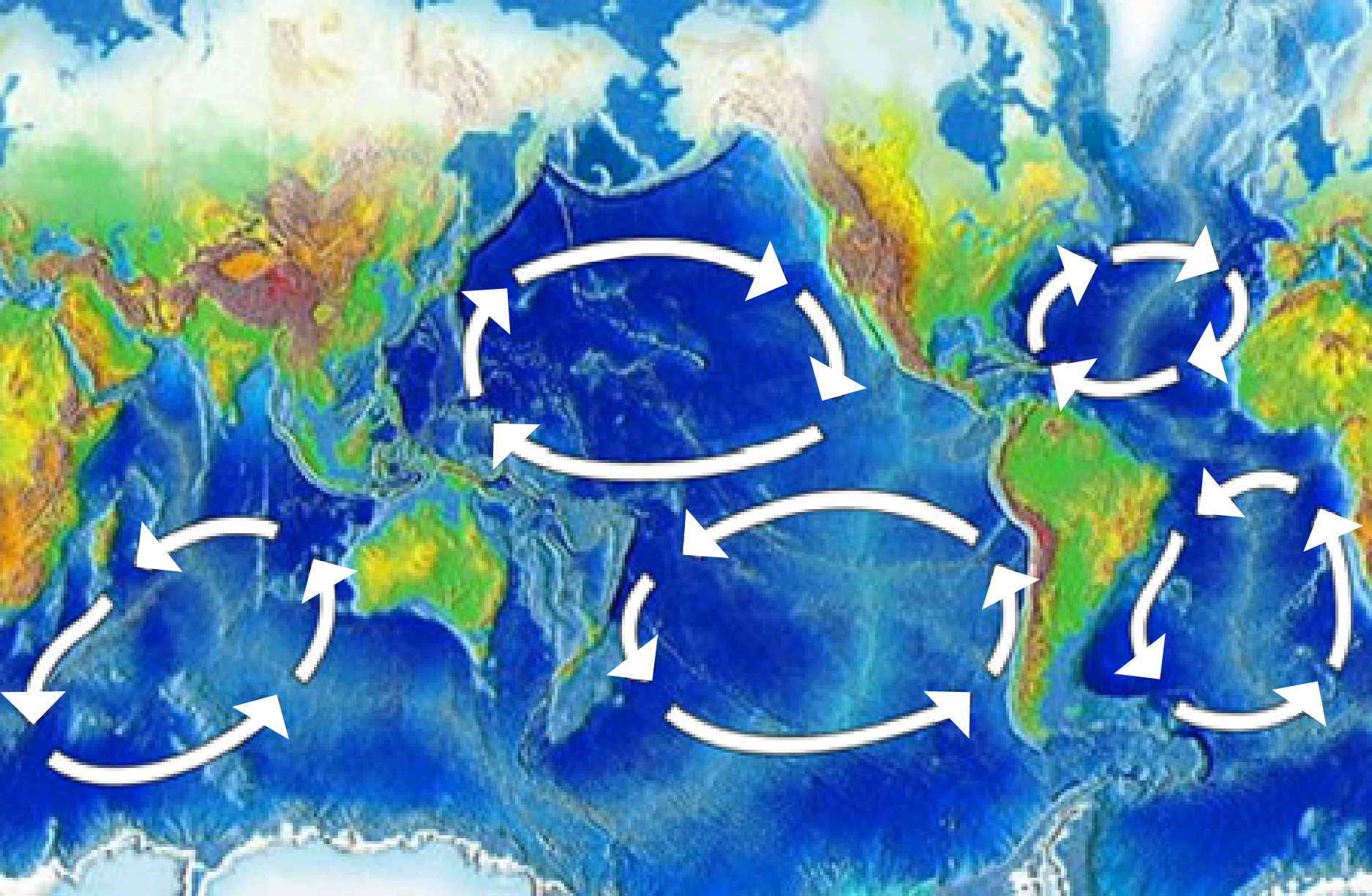
Een van de vijf plasticsoepen in de oceanen

De plasticsoep in de Zuidelijke Grote Oceaan is een gebied in de Stille Zuidzee van door de mens veroorzaakt zeeafval dat drijvend in de Zuid-Pacifische gyre is aangetroffen. Het grootste deel van de plastics is geconcentreerd in de pelagische zone van de oceaan in een gebied strekt zich uit van de wateren ten oosten van Australië tot het Zuid-Amerikaanse continent, zo ver noordelijk als de evenaar, en naar het zuiden tot de Antarctische circumpolaire stroom. De afbraak van plastics in de oceaan leidt ook tot een toename van het niveau van toxines in het gebied. Deze plasticsoep is de meest recent ontdekte en is pas medio 2017 bevestigd. De plasticsoep in de Zuidelijke Grote Oceaan is in 2007 vergeleken met de staat van de plasticsoep in de Noordelijke Grote Oceaan, waardoor de eerder genoemde tien jaar jonger was. De plasticsoep is onmogelijk te detecteren met behulp van satellieten of andere visuele middelen, aangezien de meeste deeltjes kleiner zijn dan een rijstkorrel.

## Ontdekking

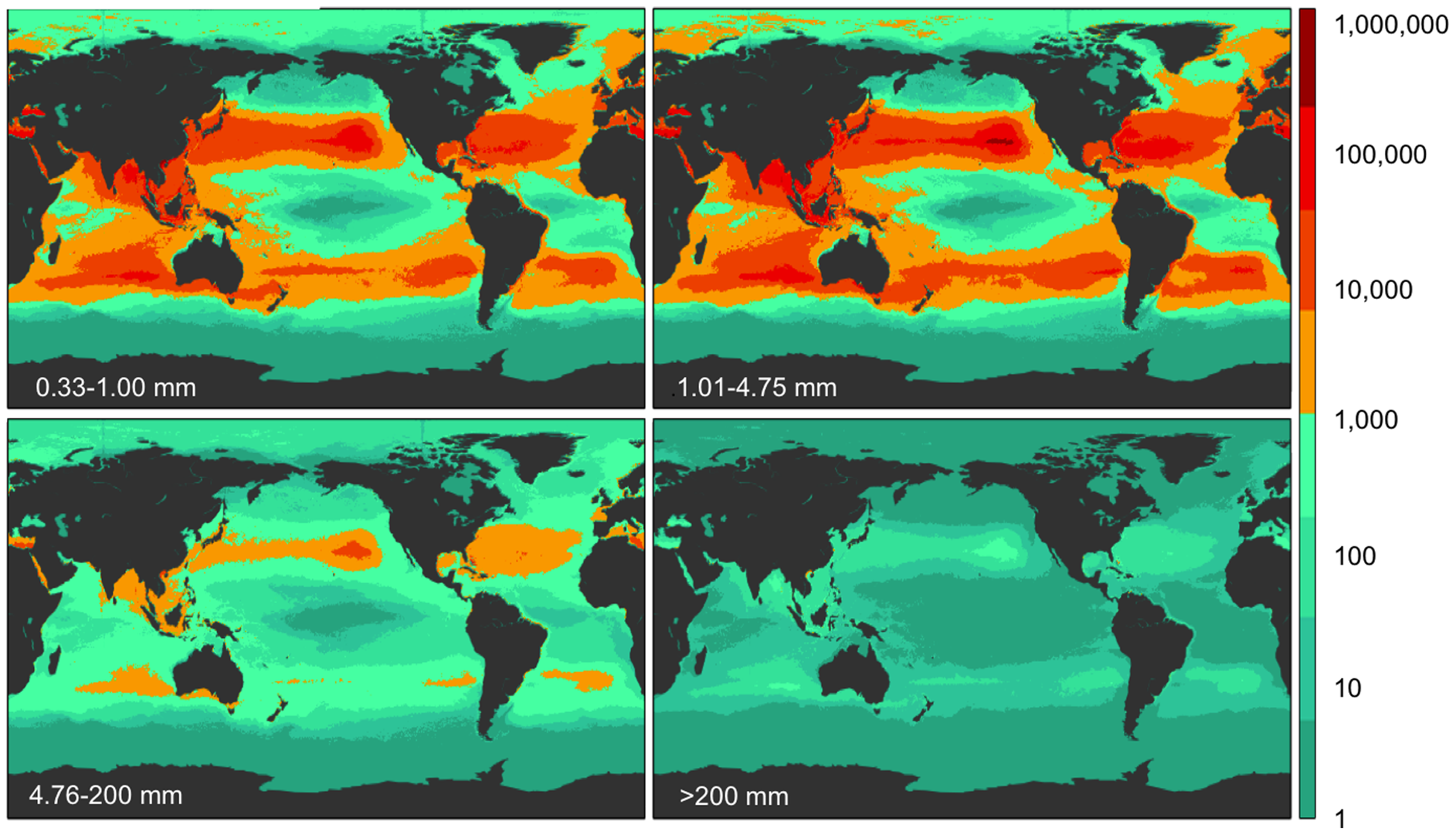
Deze afbeelding toont de verspreiding van plastic fragmenten van verschillende groottes

In het begin van 2011 werd bewijs gevonden voor het bestaan van een plasticsoep in de Zuid-Pacifische gyre. Het bestaan ervan werd medio 2017 bevestigd. De ontdekking werd gedaan na een onderzoeksreis gemaakt door het 5 Gyres Institute, geleid door uitvoerend directeur Dr. Marcus Erikson. Deze reis markeerde de eerste keer dat de Zuid-Pacifische gyre werd bemonsterd voor plasticvervuiling. Dit vond plaats van maart tot april 2011 volgens een route gebaseerd op een model van oceaanstromingen ontwikkeld door Nikolia Maximenko van de Universiteit van Hawaï, die drijvende afvalophopingszones voorspelt. De expeditie begon met het nemen van monsters voor de kust van Robinson Crusoe in Chili, en begon westwaarts te werken en verzamelde een nieuw monster van elke 50 zeemijl, en bereikte zo de wateren van Paaseiland en uiteindelijk de Pitcairneilanden.
Een tweede waterbemonsteringsreis vanuit Long Beach in Californië startte op 2 november 2016 met een duur van ongeveer zes maanden, werd geleid door oceanograaf en kapitein Charles J. Moore, en een team van vrijwillige onderzoekers van Algalita Marine Research and Education, een organisatie die hij oprichtte. Bij vertrek begon het schip zijn reis naar het zuiden langs het schiereiland Baja California en naar de Galapagoseilanden, verder zuidwestwaarts naar Paaseiland. Na het vertrek van Paaseiland trok de bemanning vervolgens oostwaarts naar de Juan Fernández-archipel, waarna het verder noordwaarts ging de kust van Chili volgend, met Chileense stopplaatsen bij Antofagasta en Arica, voordat ze verder de zee op gingen voor hun terugreis naar Long Beach.

## Samenstelling, concentratie en grootte
Tijdens de 5 Gyres-expeditie werden 48 monsters genomen van een 2.424 nautische opveging. De onderzoekers vonden een toename van de plasticvervuilingsdichtheid, gemiddeld 26.898 deeltjes per vierkante kilometer, maar dat steeg tot 396.342 deeltjes per vierkante kilometer, met een piek nabij het midden van de voorspelde accumulatiezone, met enkele schattingen tot één miljoen deeltjes per vierkante kilometer.
De samenstelling van de plasticsoep bestaat hoofdzakelijk uit microbeads, kleine schuurmiddelen met een grootte van minder dan 5 micrometer die meestal worden aangetroffen in bepaalde producten voor persoonlijke hygiëne, microscopische vezels uit waskleding, visafval van vissers van het zuidelijk halfrond en microscopische fragmenten van grotere stukken die zijn afgebroken in de oceaan.
De verhoogde niveaus van vervuilende stoffen kunnen worden gedetecteerd over een uitgestrekt gebied van naar schatting 2,6 miljoen vierkante kilometer (ongeveer anderhalf keer zo groot als Texas) met het afval gevonden langs een rechte lijn van bijna 2500 nautische mijlen.

## Effecten op het zeeleven en de oceaan
Omdat de plastic deeltjes voornamelijk in de pelagische laag van de oceaan worden aangetroffen, ervaren ze een hoge mate van fotodegradatie, waardoor de plastics in steeds kleinere stukken uiteenvallen. Deze stukjes worden uiteindelijk zo klein dat zelfs micro-organismen ze kunnen opnemen en metaboliseren en deze kunststoffen kunnen omzetten in koolstofdioxide. In sommige gevallen absorberen deze microplastics direct in de biomoleculen van een micro-organisme. Voordat deze toestand wordt bereikt, kan echter een willekeurig aantal organismen mogelijk met deze kunststoffen interageren. Tijdens hun expeditie in 2016-17, vonden Charles Moore en Algalita dat meer dan 35% van de Zuid-Pacifische Lantaarnvissen plastic deeltjes had geconsumeerd. Wanneer ingenomen door de vis kunnen de chemische verbindingen die in deze kunststoffen worden aangetroffen niet worden verteerd. Dit kan een effect hebben op mensen, omdat Lantaarnvissen een voedselbron zijn voor zowel zalm als tonijn. In hun PNAS-journal rapporteren Dr. Van Sebille en zijn collega's gegevens waaruit blijkt dat in 1960 minder dan 5% van de zeevogels afvalmateriaal hadden geconsumeerd, terwijl dat cijfer in augustus 2015 tot ongeveer 90% was gestegen. Er wordt voorspeld dat in 2050 99% van de zeevogels dergelijke materialen zullen hebben geconsumeerd. Wetenschappers die de maaginhoud van de laysanalbatroskuikens bestuderen, melden een sterftecijfer van 40% vóór het volwassen worden. Toen de maaginhoud na lijkschouwingen werd geanalyseerd, bleken ze plastic afval te bevatten. Plastic pellets die wereldwijd worden gebruikt, absorberen niet alleen giftige chemicaliën zoals DDT en PCB's uit het water, maar kunnen zelfs chemicaliën zoals bifenyl uitlogen. Naar schatting 267 mariene soorten worden beïnvloed door plasticvervuiling.
Onderzoekers onder leiding van chemicus Katsuhiko Saido, afgestudeerd aan het College of Pharmacy van de Nihon University in Japan, hebben wereldwijd zeewatermonsters verzameld, waaronder uit de wateren van de Verenigde Staten, Japan, India en Europa. Alle verzamelde monsters bleken polystyreenderivaten te bevatten. Polystyreen is een plastic dat voorkomt in piepschuim en veel huishoudelijke en consumptiegoederen. De wetenschappers simuleerden vervolgens de afbraak van polystyreen in de open oceaan. De resultaten van deze simulatie toonden aan dat polystyreen begint af te breken bij temperaturen van 86° en hoger. Daarbij breekt het af naar schadelijke chemicaliën, zoals bisfenol A (BPA), dat bij dieren reproductieve schade kan veroorzaken, styreenmonomeer, een vermoedelijk carcinogeen, en styreentrimeer, een bijproduct van polystyreen.
Eén studie toont schattingen van 5,25 biljoen individuele stukjes microplastcs, die bijna 267.000 ton wegen en zweven in onze oceanen. Er wordt geschat dat sinds de uitvinding 8,3 miljard ton plastic is geproduceerd, waarbij 80% (6,64 miljard ton) wordt gedumpt op stortplaatsen, op het land en in de oceanen. Plastic deeltjes worden niet biologisch afgebroken en breken in plaats daarvan gewoon in kleinere stukjes. Als de huidige trends in de hoeveelheid kunststoffen die in onze oceanen stroomt aanhoudt, in combinatie met overbevissing, zullen plastics tegen 2050 de vissen in de oceanen overtreffen.